# Odette Oligny
Pour les articles homonymes, voir Oligny.
Odette Oligny, née Bernot le 25 novembre 1900 à Troyes et morte le 1er mai 1962 à Montréal, est une journaliste et écrivaine franco-québécoise. Elle a utilisé le nom de plume Michelle de Vaubert. 

## Biographie

### Jeunesse et famille
Odette Marcelline Henriette Bernot naît à Troyes en 1900, fille d’Élie Jules Prudent Bernot, fabricant d'aiguilles, et de Julie Marguerite Wadécki, son épouse. En 1918, deux ans après la mort de sa mère, elle épouse dans la même ville Joseph Philémon Léopold Oligny, infirmier à l'hôpital de Joinville-le-Pont né à Montréal.
Elle est la mère de l'actrice Huguette Oligny.

### Parcours
Sous le pseudonyme de Michelle de Vaubert, elle publie en 1923 le roman Le Talisman du pharaon.
En 1926, elle rejoint La Presse où elle rédige à partir de 1931 les pages féminines du quotidien durant 20 ans. Pendant ces années, elle participe également au journal Le Canada, écrit des contes pour les enfants et anime plusieurs émissions radiophoniques comme Une femme à la page sur CKAC,.
Odette Oligny est considérée comme une défenseuse ardente du droit des femmes, notamment durant la Seconde Guerre mondiale où elle « rend hommage au dévouement féminin, qui se manifeste dans tous les domaines » dans sa chronique radiophonique Les Femmes et la Guerre. En 1953, elle fonde Chic, un journal dont le comité de rédaction est entièrement composé de femmes. 
Troyenne de naissance, elle a travaillé à créer un rapprochement entre sa ville natale et Montréal, sa ville d'accueil. C'est dans cette dernière ville qu'elle meurt le 1er mai 1962. 

## Hommages
La rue Odette-Oligny a été nommée en son honneur, en 1990, dans l'ancienne ville de Sainte-Foy, maintenant présente dans la ville de Québec.